# Rafael Muñoz
Rafael Muñoz Pérez, född 3 mars 1988 är en olympisk simmare från Spanien. Han tävlade för spanska olympiska teamet under OS 2008.